# جبر شباهي

مخطط مثالًا عن الجبر الشباهي

الجبر الشِّباهيّ (بالإنجليزية: Homological algebra) هو فرعٌ من علم الرياضيات يدرس الشباه في إطار الجبر العام. وهو علمٌ حديثٌ نسبيًا تعود أصوله إلى دراساتٍ في الطوبولوجيا التوافقية (البادرة للطوبولوجيا الجبرية) والجبر المجرد (نظرية الحلقيات (modules) والاقتران (syzygy) قام بها هنري بوانكاريه وديفيد هيلبرت في نهاية القرن التاسع عشر.
يوجد ارتباط وثيق بين الجبر الشباهي ونظرية التصنيف. ويهتم الجبر الشباهي بدراسة الدال الشباهي والبنى الجبرية المعقدة التي تتضمنها. المُعَقَّدات المسلسلة المعقدات المسلسلة (chain complexes) هي من إحدى المفاهيم الحيوية في الرياضيات التي يمكن دراستها عن طريق الشباه والشباه المقابل (cohomology)، ويستطيع الجبر الشباهي استخلاص المعلومات من هذه المُعَقَّدات وعرضها على هيئة لامتباينات شباهية من الحلقات، ووحدات جبرية، فضاء طوبولوجي، وأجسام رياضية أخرى 'ملموسة'، تُعَد التسلسلات الطيفية (spectral sequences) من الأدوات الأكثر فاعلية لتحقيق هذا الغرض.
لعب الجبر الشباهي دورًا هامًا في ظهور الطوبولوجيا الجبرية. ودائرة تأثيره اتسعت تدريجيًا لتشمل الجبر التبادلي، والهندسة الجبرية، والنظرية الجبرية للأعداد، ونظرية التمثيل، والفيزياء الرياضية، وجبر المؤثرات (operator algebra)، والتحليل العقدي، ونظرية المعادلات التفاضلية الجزئية.

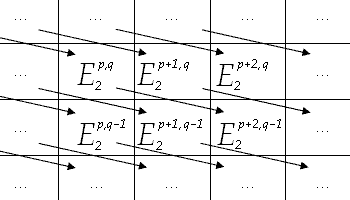
The E_{2} sheet of a cohomological spectral sequence

نظرية كي (K-theory) هي علمٌ منفصلٌ بذاته يستخدم أساليب الجبر الشباهي بالطريقة التي تستخدمها الهندسة اللاتبديلية للعالم ألان كن.